# シボニソ・ガクサ
シボニソ・ガクサ（Siboniso Gaxa、1984年4月6日 - ）は、南アフリカ共和国・ダーバン出身の元サッカー選手。元南アフリカ共和国代表。現役時代のポジションは右サイドバック。

## 経歴
2005年6月4日、2006 FIFAワールドカップ・アフリカ予選のカーボベルデ代表戦にてA代表デビューを飾る。この試合では精度の高いクロスを再三供給し続けマン・オブ・ザ・マッチに選ばれた。このデビュー戦での活躍によって代表に定着、不動の右サイドバックとしての地位を築いている。

## 代表歴

### 出場大会
- 南アフリカ代表
  - 2010 FIFAワールドカップ

### 試合数
- 国際Aマッチ 55試合 0得点（2005年-2013年）[1]

| 南アフリカ代表 | 国際Aマッチ | 国際Aマッチ |
| 年             | 出場        | 得点        |
| -------------- | ----------- | ----------- |
| 2005           | 5           | 0           |
| 2006           | 4           | 0           |
| 2007           | 0           | 0           |
| 2008           | 6           | 0           |
| 2009           | 16          | 0           |
| 2010           | 12          | 0           |
| 2011           | 5           | 0           |
| 2012           | 5           | 0           |
| 2013           | 2           | 0           |
| 通算           | 55          | 0           |